# .gr
.gr는 그리스의 인터넷 국가 코드 최상위 도메인이다. 등록은 그리스 문자와 신용 등록원을 통해 수행된다.

## 2차 도메인
5개의 공식 2차 도메인이 있습니다:
- com.gr: 상업 활동에 종사하는 사람들을 위한 것이다.
- edu.gr: 교육 기관용.
- net.gr: 인터넷 서비스 제공업체(ISP) 및 네트워크 제공업체.
- org.gr: 비영리 단체.
- gov.gr: 정부 기관 전용이다.

3차 도메인 이름 등록을 제공하는 등록기관에 속하는 다른 비공식 2차 도메인이 있다.
- mil.gr: 군사 목적으로만 사용된다.
- mod.gr: 국방부
- sch.gr: 지역 교육 당국, 학교, 초중등 교육, 지역 사회 교육.
- co.gr: 상업용(일반적으로 .com.gr만큼 널리 사용되지 않음).